# يوريديس

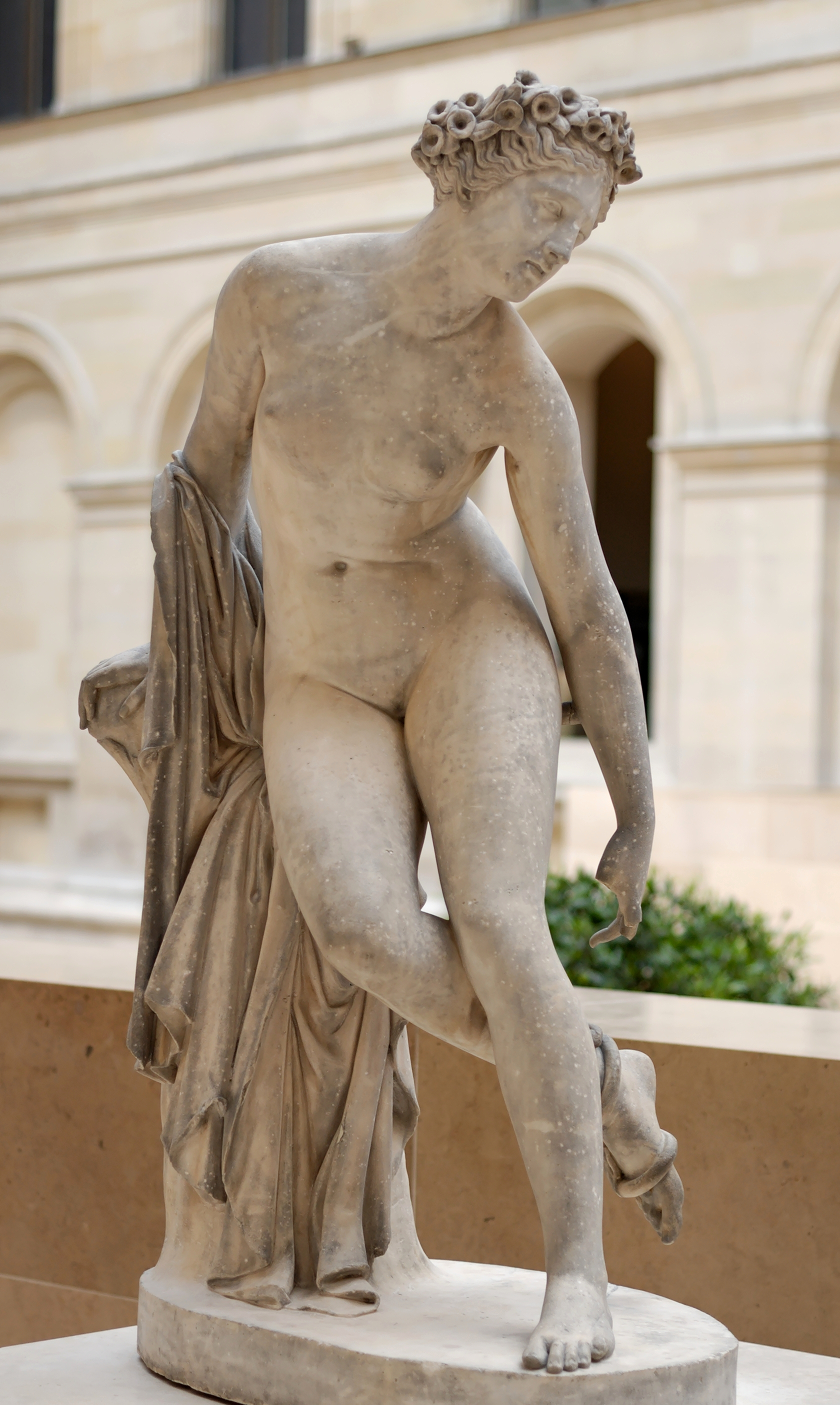

يوريديس هي شخصية في الميثولوجيا اليونانية، زوجة أورفيوس.
زعموا أن أفعى لدغتها فماتت. فلحق بها إلى «مثوى الأموات» وأخذ يغنّي ويعزف على القيثارة سائلاً الآلهة أن يعيدوها إليه.

## المصدر
- يوريديس - موسوعة المورد، منير البعلبكي، 1991